# Lijst van onroerend erfgoed in Sint-Denijs-Westrem
Een overzicht van het onroerend erfgoed in Sint-Denijs-Westrem. Het onroerend erfgoed maakt onderdeel uit van het cultureel erfgoed in België.
| Object                                                                           | Erfgoedstatus? | Bouwjaar of architect | Deelgemeente        | Adres                              | Coördinaten                  | Nummer? | Afbeelding                                                                       |
| -------------------------------------------------------------------------------- | -------------- | --------------------- | ------------------- | ---------------------------------- | ---------------------------- | ------- | -------------------------------------------------------------------------------- |
| Alleenstaand herenhuis                                                           | dorpsgezicht   |                       | Sint-Denijs-Westrem | Adelaarsstraat 5                   | 51° 1' 10" NB, 3° 40' 2" OL  | 26844   | Alleenstaand herenhuis                                                           |
| Kasteel Herry                                                                    |                |                       | Sint-Denijs-Westrem | Adelaarsstraat 24                  | 51° 1' 10" NB, 3° 39' 49" OL | 26845   | Kasteel Herry                                                                    |
| Kasteel Hamelinck                                                                |                |                       | Sint-Denijs-Westrem | Beukenlaan 20, Steenaardestraat 42 | 51° 1' 34" NB, 3° 40' 34" OL | 26847   | Kasteel Hamelinck                                                                |
| Kasteel Bauwens                                                                  | deels bewaard  |                       | Sint-Denijs-Westrem | Beukenlaan 30-36                   | 51° 1' 42" NB, 3° 40' 40" OL | 26848   | Kasteel Bauwens                                                                  |
| Hoeve                                                                            |                |                       | Sint-Denijs-Westrem | Borluutstraat 2                    | 51° 1' 21" NB, 3° 40' 6" OL  | 26849   | Hoeve                                                                            |
| Station Sint-Denijs-Westrem                                                      | Monument       |                       | Sint-Denijs-Westrem | Jean-Baptiste de Ghellincklaan 2   | 51° 1' 11" NB, 3° 40' 40" OL | 26850   | Station Sint-Denijs-Westrem                                                      |
| Hoekhuis In het Gemeentehuis                                                     | dorpsgezicht   |                       | Sint-Denijs-Westrem | Gemeenteplein 1                    | 51° 1' 13" NB, 3° 40' 4" OL  | 26851   | Hoekhuis In het Gemeentehuis                                                     |
| Gemeentehuis van Sint-Denijs-Westrem                                             | dorpsgezicht   |                       | Sint-Denijs-Westrem | Gemeenteplein 2                    | 51° 1' 13" NB, 3° 40' 3" OL  | 26852   | Gemeentehuis van Sint-Denijs-Westrem                                             |
| Burgerhuizen in neotraditionele stijl                                            | dorpsgezicht   |                       | Sint-Denijs-Westrem | Gemeenteplein 3-4                  | 51° 1' 13" NB, 3° 40' 2" OL  | 26853   | Burgerhuizen in neotraditionele stijl                                            |
| Café Hof van Vlaanderen                                                          | dorpsgezicht   |                       | Sint-Denijs-Westrem | Gemeenteplein 6-7                  | 51° 1' 12" NB, 3° 40' 2" OL  | 26854   | Café Hof van Vlaanderen                                                          |
| Burgerhuizen in neotraditionele stijl                                            | dorpsgezicht   |                       | Sint-Denijs-Westrem | Gemeenteplein 9-12, 13             | 51° 1' 11" NB, 3° 40' 4" OL  | 26855   | Burgerhuizen in neotraditionele stijl                                            |
| Café 't Zonneke                                                                  | dorpsgezicht   |                       | Sint-Denijs-Westrem | Gemeenteplein 14                   | 51° 1' 12" NB, 3° 40' 5" OL  | 26856   | Café 't Zonneke                                                                  |
| Villa in neo-Vlaamserenaissance-stijl                                            |                |                       | Sint-Denijs-Westrem | Hemelrijkstraat 1                  | 51° 0' 58" NB, 3° 39' 53" OL | 26857   | Villa in neo-Vlaamserenaissance-stijl                                            |
| Hoeve van het langgestrekte type                                                 |                |                       | Sint-Denijs-Westrem | Hemelrijkstraat 7                  | 51° 0' 57" NB, 3° 39' 51" OL | 26858   | Hoeve van het langgestrekte type                                                 |
| Boerenwoning                                                                     |                |                       | Sint-Denijs-Westrem | Hemelrijkstraat 67                 | 51° 0' 41" NB, 3° 40' 2" OL  | 26859   | Boerenwoning                                                                     |
| Hoevegebouwen                                                                    |                |                       | Sint-Denijs-Westrem | Hemelrijkstraat 77                 | 51° 0' 34" NB, 3° 40' 11" OL | 26860   | Hoevegebouwen                                                                    |
| Hoeve                                                                            |                |                       | Sint-Denijs-Westrem | Putstraat 29                       | 51° 0' 31" NB, 3° 40' 16" OL | 26861   | Hoeve                                                                            |
| Herenhuis Les Châtaigniers                                                       |                |                       | Sint-Denijs-Westrem | Hemelrijkstraat 95                 | 51° 0' 31" NB, 3° 40' 19" OL | 26862   | Herenhuis Les Châtaigniers                                                       |
| Herenhuis                                                                        |                |                       | Sint-Denijs-Westrem | Hemelrijkstraat 113                | 51° 0' 24" NB, 3° 40' 29" OL | 26863   | Herenhuis                                                                        |
| Boerenwoning                                                                     |                |                       | Sint-Denijs-Westrem | Jean-Baptiste de Gieylaan 16       | 51° 0' 37" NB, 3° 39' 35" OL | 26864   | Boerenwoning                                                                     |
| Parochiekerk Sint-Denijs                                                         | Monument       | Mathias Wolters       | Sint-Denijs-Westrem | Kerkdreef                          | 51° 1' 22" NB, 3° 40' 14" OL | 26865   | Parochiekerk Sint-Denijs                                                         |
| Alleenstaand burgerhuis                                                          | dorpsgezicht   |                       | Sint-Denijs-Westrem | Kerkdreef 1                        | 51° 1' 25" NB, 3° 40' 9" OL  | 26866   | Alleenstaand burgerhuis                                                          |
| Herberg 't Zwaantje                                                              |                |                       | Sint-Denijs-Westrem | Kerkdreef 2, Loofblommestraat 30   | 51° 1' 23" NB, 3° 40' 8" OL  | 26867   | Herberg 't Zwaantje                                                              |
| Gemeenteschool                                                                   |                |                       | Sint-Denijs-Westrem | Kerkdreef 7-9                      | 51° 1' 24" NB, 3° 40' 11" OL | 26868   | Gemeenteschool                                                                   |
| Brouwerij Roegiers                                                               | dorpsgezicht   |                       | Sint-Denijs-Westrem | Hogeheerweg 1, Kerkwegel 1         | 51° 1' 21" NB, 3° 40' 15" OL | 26869   | Brouwerij Roegiers                                                               |
| Schoolgebouw en dorpswoning                                                      | dorpsgezicht   |                       | Sint-Denijs-Westrem | Kleine Gentstraat 2-6              | 51° 1' 13" NB, 3° 40' 1" OL  | 26870   | Schoolgebouw en dorpswoning                                                      |
| Neoclassicistisch kasteel en landhuis, Kasteel Borluut                           | Monument       |                       | Sint-Denijs-Westrem | Kleine Gentstraat 46               | 51° 1' 10" NB, 3° 39' 28" OL | 26871   | Neoclassicistisch kasteel en landhuis, Kasteel Borluut                           |
| Klooster Sint-Jozefgesticht                                                      |                |                       | Sint-Denijs-Westrem | Kortrijksesteenweg 1025            | 51° 1' 10" NB, 3° 42' 1" OL  | 26872   | Klooster Sint-Jozefgesticht                                                      |
| Kunstenaarswoningen in neotraditionele stijl                                     | niet bewaard   |                       | Sint-Denijs-Westrem | Kortrijksesteenweg 1082, 1088-1090 | 51° 1' 17" NB, 3° 41' 22" OL | 26873   | Kunstenaarswoningen in neotraditionele stijl                                     |
| Café Oranjehof                                                                   |                |                       | Sint-Denijs-Westrem | Kortrijksesteenweg 1177            | 51° 1' 11" NB, 3° 41' 7" OL  | 26876   | Café Oranjehof                                                                   |
| Sociale huisvesting                                                              | niet bewaard   |                       | Sint-Denijs-Westrem | Lauwstraat 11-21                   | 51° 1' 24" NB, 3° 40' 1" OL  | 26878   | Sociale huisvesting                                                              |
| Klooster, school en ouderlingentehuis van de zusters van Sint-Vincentius-à-Paulo |                |                       | Sint-Denijs-Westrem | Loofblommestraat 2, Oudeheerweg 5  | 51° 1' 22" NB, 3° 40' 13" OL | 26880   | Klooster, school en ouderlingentehuis van de zusters van Sint-Vincentius-à-Paulo |
| Villa des Lilas                                                                  | dorpsgezicht   |                       | Sint-Denijs-Westrem | Loofblommestraat 20                | 51° 1' 19" NB, 3° 40' 9" OL  | 26881   | Villa des Lilas                                                                  |
| Twee dorpswoningen                                                               | dorpsgezicht   |                       | Sint-Denijs-Westrem | Loofblommestraat 45-47             | 51° 1' 19" NB, 3° 40' 7" OL  | 26883   | Twee dorpswoningen                                                               |
| Pastorie Sint-Denijsparochie                                                     | Monument       |                       | Sint-Denijs-Westrem | Pastorijdreef 2                    | 51° 1' 20" NB, 3° 40' 12" OL | 26886   | Pastorie Sint-Denijsparochie                                                     |
| Heilige Sacramentskapel 't Putje                                                 | Monument       |                       | Sint-Denijs-Westrem | Putkapelstraat 101                 | 51° 1' 21" NB, 3° 41' 33" OL | 26887   | Heilige Sacramentskapel 't Putje                                                 |
| Hoeve met losse bestanddelen                                                     |                |                       | Sint-Denijs-Westrem | Putstraat 16-18                    | 51° 1' 9" NB, 3° 41' 25" OL  | 26892   | Hoeve met losse bestanddelen                                                     |
| Kasteeldomein Puttenhove                                                         | Monument       |                       | Sint-Denijs-Westrem | Putstraat 26-30                    | 51° 0' 53" NB, 3° 40' 53" OL | 26894   | Kasteeldomein Puttenhove                                                         |
| Neerhof van kasteel Puttenhove                                                   | landschap      |                       | Sint-Denijs-Westrem | Putstraat 32                       | 51° 0' 56" NB, 3° 40' 43" OL | 26895   | Neerhof van kasteel Puttenhove                                                   |
| Langgestrekte hoeve                                                              | niet bewaard   |                       | Sint-Denijs-Westrem | Rosdamstraat 2                     | 51° 0' 51" NB, 3° 39' 8" OL  | 26896   | Langgestrekte hoeve                                                              |
| Hoeve met losse bestanddelen                                                     |                |                       | Sint-Denijs-Westrem | Rosdamstraat 8                     | 51° 0' 36" NB, 3° 39' 15" OL | 26898   | Hoeve met losse bestanddelen                                                     |
| Hoeve met losse bestanddelen                                                     |                |                       | Sint-Denijs-Westrem | Rosdamstraat 10                    | 51° 0' 32" NB, 3° 39' 17" OL | 26899   | Hoeve met losse bestanddelen                                                     |
| Landhuis Het Anker                                                               |                |                       | Sint-Denijs-Westrem | Scheepsankerstraat 1               | 51° 1' 46" NB, 3° 40' 37" OL | 26900   | Landhuis Het Anker                                                               |
| Villa Colman                                                                     |                |                       | Sint-Denijs-Westrem | Soenenspark 8                      | 51° 0' 59" NB, 3° 40' 18" OL | 26901   | Villa Colman                                                                     |
| Modernistische villa                                                             |                |                       | Sint-Denijs-Westrem | Soenenspark 57                     | 51° 1' 4" NB, 3° 40' 23" OL  | 26902   | Modernistische villa                                                             |
| Villa in Anglo-Normandische stijl                                                |                |                       | Sint-Denijs-Westrem | Leiepark 10                        |                              | 214308  | Villa in Anglo-Normandische stijl                                                |
| Architectenwoning Jos Van Driessche                                              | Monument       | Jos Van Driessche     | Sint-Denijs-Westrem | Pieter Pauwel Rubenslaan 18, 18A   |                              | 300654  | Architectenwoning Jos Van Driessche                                              |

### Bouwkundige gehelen
| Object                                            | Erfgoedstatus? | Bouwjaar of architect | Deelgemeente        | Adres | Coördinaten | Nummer? | Afbeelding                                        |
| ------------------------------------------------- | -------------- | --------------------- | ------------------- | --- | ----------- | ------- | ------------------------------------------------- |
| Parochiekerk en pastorie Sint-Denijs met omgeving | Dorpsgezicht   |                       | Sint-Denijs-Westrem | Hogeheerweg, Kerkdreef, Kerkwegel, Loofblommestraat, Pastorijdreef                                                 |             | 301149  | Parochiekerk en pastorie Sint-Denijs met omgeving |
| Station Sint-Denijs-Westrem met omgeving          | Dorpsgezicht   |                       | Sint-Denijs-Westrem | Jean-Baptiste de Ghellincklaan 2-3, 7, Octaaf Soudanstraat 19, 28-30                                               |             | 301225  | Station Sint-Denijs-Westrem met omgeving          |
| Dorpskom Sint-Denijs-Westrem                      | Dorpsgezicht   |                       | Sint-Denijs-Westrem | Adelaarsstraat, Gemeenteplein, Kleine Gentstraat, Krijzeltand, Loofblommestraat, Oudeheerweg, Sint-Dionysiusstraat |             | 301341  | Dorpskom Sint-Denijs-Westrem                      |

Gent sensu stricto, alfabetisch op straatnaam: A · B · Bu · C · D · E · F · G · H · I · J · K · Ka · Ko · L · M · N · O · P · Q · R · S · Sint · T · UV · W · XYZ

Overige deelgemeenten: Afsnee · Drongen · Desteldonk · Gentbrugge · Ledeberg · Mariakerke · Mendonk · Oostakker · Sint-Amandsberg · Sint-Denijs-Westrem · Sint-Kruis-Winkel · Wondelgem · Zwijnaarde

Lijst van onroerend erfgoed in Oost-Vlaanderen